# Van den Bergh (Belgisch adelsgeslacht)
Van den Bergh is een sinds 1983 tot de Belgische adel behorend geslacht.

## Geschiedenis
Op 7 juli 1983 werd de bestuurder en ondernemer Frans Van den Bergh (1914-1990) motu proprio verheven in de erfelijke Belgische adel met de persoonlijke titel van baron. Zijn nageslacht draagt de titel van jonkheer of jonkvrouw.
Anno 2017 waren er nog vijf mannelijke telgen in leven, de laatste geboren in 2013.

### Wapenbeschrijving
Gevierendeeld, één in keel, een mercuriusstaf van goud, twee in azuur, negen penningen, drie, drie en drie geplaatst, drie in azuur, een vierhoekige diamant van zilver, met vijf facetten geslepen en op een punt staand, vier in keel een tabaksblad van goud, een kruis van zilver over de hoofdverdelingen heen. Een helm van zilver, gekroond, getralied, gesierd en omboord van goud, gevoerd en gehecht van keel. Dekkleden: zilver en azuur. Helmteken: de diamant van het schild. Wapenspreuk: 'In labore virtus' in letters van zilver, op een lint van azuur. Bovendien voor de [titularis] het schild gedekt met de rangkroon van baron en gehouden door twee eekhoorntjes van natuurlijke kleur.

## Enkele telgen
Frans baron Van Den Bergh (1914-1990), bestuurder en ondernemer 
- Jhr. Jef Van den Bergh (1952), chef de la maison
  - Jhr. Frans Van den Bergh (1977), radioloog, vermoedelijke opvolger als hoofd van het huis